# 佐賀県章
佐賀県紋章（さがけんもんしょう）、通称佐賀県章（さがけんしょう）は、日本の都道府県の一つ、佐賀県の県章。著作権法の規定により、1987年1月1日よりパブリックドメインとなっている。

## 概要
1936年4月1日の県告示第192号に基づき制定。県民同士が手を繋いで円を形作る協和の精神と3つの「力」で「サカ」、すなわち「栄」を表している。

### シンボルマーク
1992年6月1日の県告示第299号に基づき制定。「豊かな広がりの輪」を中心に恵まれた資源と歴史を土台に自然と文化が共鳴し、県民と県外・日本国外の人々との交流の拡大する様子を表現している。
なお、シンボル制定に際して県章は廃止されていないが、近年は県章よりもシンボルの使用機会が多くなっており、県の公式サイトではシンボルのみの紹介となっているが、全国知事会のページでは県章・シンボルの双方が紹介されている。また、東京都や鹿児島県のような県旗と別のシンボル旗は制定されていない。

佐賀県紋章（1936年制定）
佐賀県シンボルマーク（1992年制定）